# Golpe ateniense de 411 a.C.
O golpe ateniense de 411 a.C. foi o resultado de uma revolução ocorrida durante a Guerra do Peloponeso entre Atenas e Esparta. O golpe derrubou o governo democrático da antiga Atenas e o substituiu por uma oligarquia de curta duração conhecida como Quatrocentos.
Na esteira da crise financeira causada pela fracassada expedição siciliana dos militares atenienses em 413 a.C., alguns homens atenienses de alto status, que não gostavam da ampla democracia da cidade-estado por muito tempo, procuraram estabelecer uma oligarquia da elite. Eles acreditavam que poderiam administrar políticas externas, fiscais e de guerra melhor do que o governo existente.
O movimento em direção à oligarquia foi liderado por vários atenienses proeminentes e ricos, que ocupavam posições de poder no exército ateniense em Samos em coordenação com Alcibíades.